# Васильевка (Павлодарская область)
Васильевка (каз. Васильевка) — исчезнувшее село в Иртышском районе Павлодарской области Казахстана.

## Географическое положение
Располагалось в 75 км к юго-западу от села Иртышск, у озера Касерин.

## Население
По переписи 1926 года в селе проживало 117 человек. Село населяли немцы, исповедовавшие лютеранство.

## История
Село Васильевка основано в 1912 году немцами — переселенцами с Поволжья.